# Château de Jean d'Heurs
Le château de Jean d'Heurs est un château situé à L'Isle-en-Rigault dans le département de la Meuse. 
Fondée vers 1140, une ancienne abbaye de saint Prémontrés fut transformée en château en 1808 par le maréchal Oudinot. Cette demeure de style Louis XV, en pierre blanche de Savonnières, est entourée d'un parc paysager, arrosé par la Saulx, représentatif de l'art des jardins lorrains au XIXe siècle. Diverses constructions, fonctionnelles ou décoratives s'y trouvent, telles que les anciennes écuries – transformées en centre équestre – l'orangerie et autres fabriques, caractéristiques du Premier Empire.

## Patrimoine
Plusieurs vestiges de l'abbaye, parties du château et du parc sont protégés au titre des Monuments historiques :
- salle capitulaire, portes, rampe de l'escalier d'honneur (classement en 1972) ;
- galeries du cloître, galerie d'accès aux cellules, cuisine (inscription en 1972) ;
- façades et toitures du château (classement en 1989) ;
- parc de Jean d'Heurs ainsi que les bâtiments qu'il contient (inscription en 1991).

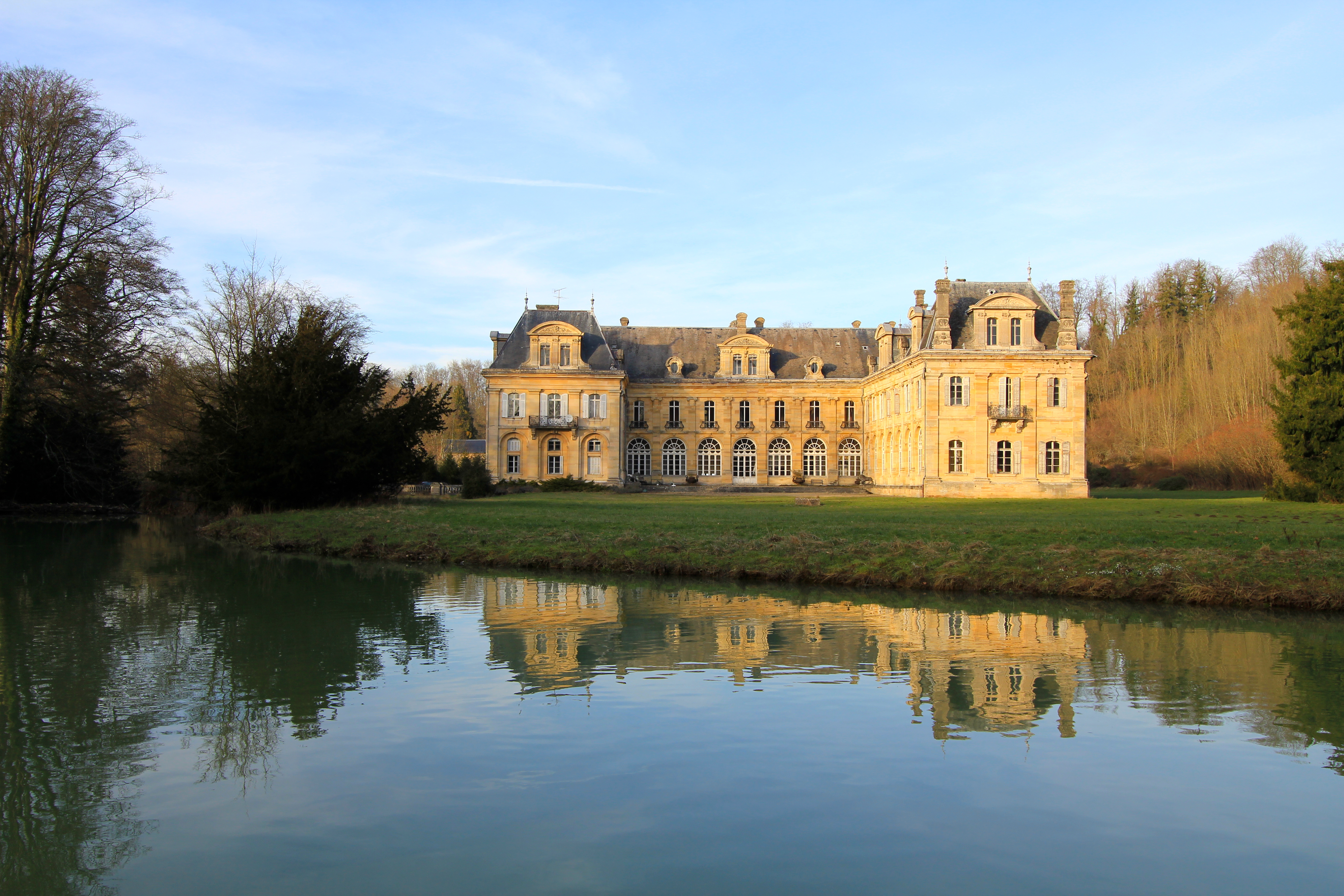
Façades arrières et vue sur la Saulx.
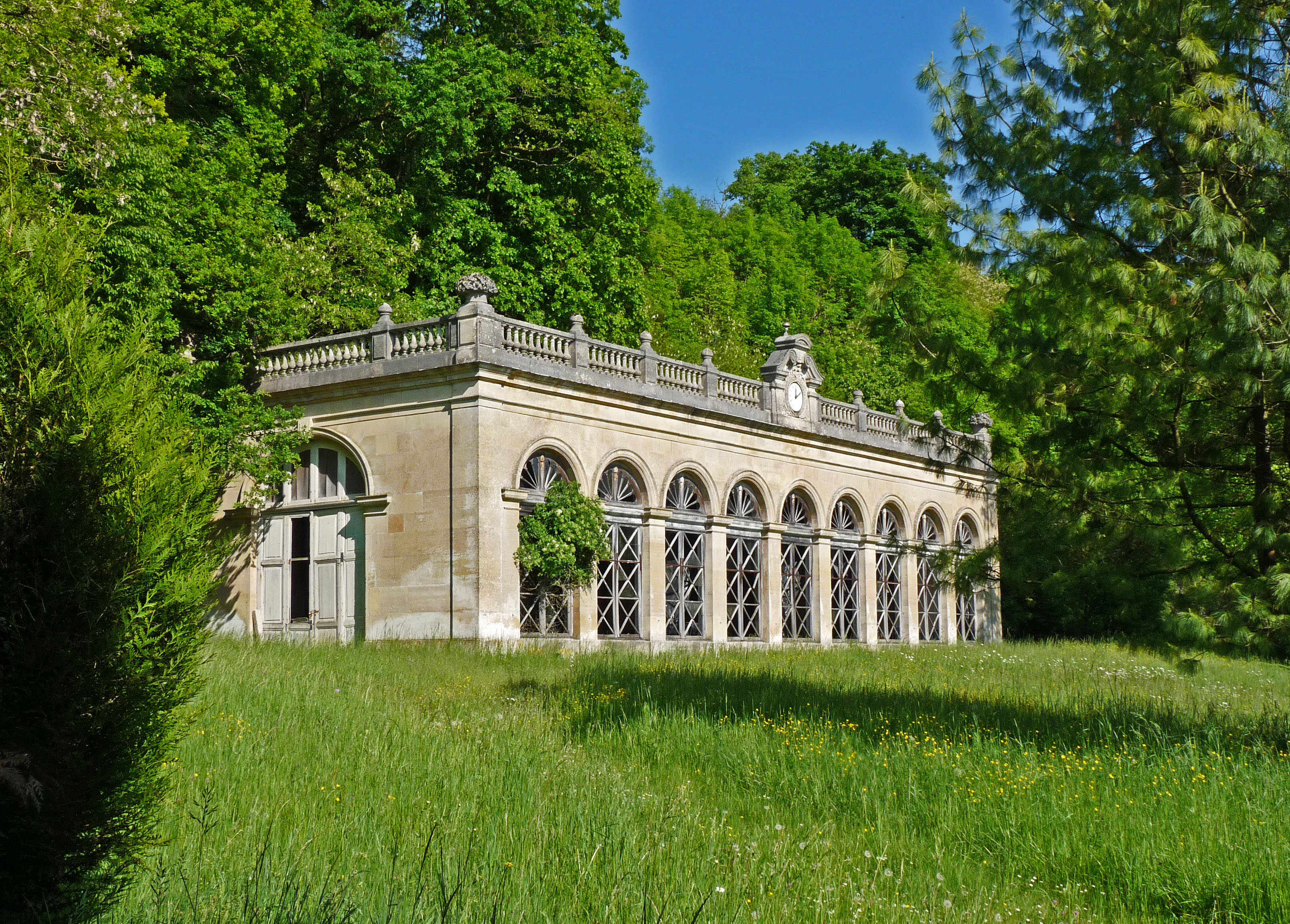
L'orangerie.